# 埃申巴赫 (聖加侖州)

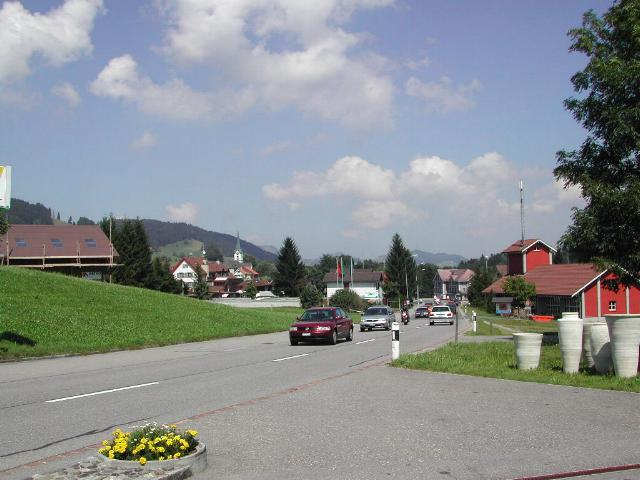

埃申巴赫是瑞士的城鎮，位於該國東北部，由聖加侖州負責管轄，面積54.86平方公里，海拔高度485米，2011年人口8,606，六成半人口信奉基督教，人口密度每平方公里157人。

## 外部連結
- Official website （德文）